# Chevratte
La Chevratte (ou ruisseau des Forges) est un ruisseau de Belgique, affluent du Ton en rive droite qui fait donc partie du bassin versant de la Meuse.
Elle prend sa source à Bellefontaine et s’écoule vers le Sud en passant par Meix-devant-Virton, Berchiwé et Houdrigny avant d’aller se jeter dans le Ton à Dampicourt.